# Liste der Naturdenkmale in Erbach (Hunsrück)
Die Liste der Naturdenkmale in Erbach nennt die im Gemeindegebiet von Erbach ausgewiesenen Naturdenkmale (Stand 13. Mai 2024).

## Naturdenkmale
| Nr.         | Bezeichnung         | Lage                             | Beschreibung | Bild                                    |
| ----------- | ------------------- | -------------------------------- | ------------ | --------------------------------------- |
| ND-7140-086 | Linde an der Kirche | Hauptstraße, vor der Kirche Lage | Tilia sp.    | Direkt Bild zu diesem Denkmal hochladen |

## Ehemalige Naturdenkmale
| Nr. | Bezeichnung | Lage                          | Beschreibung                                  | Bild                                    |
| --- | ----------- | ----------------------------- | --------------------------------------------- | --------------------------------------- |
|     | Eiche       | Gartenstraße, vor Nr. 11 Lage | Quercus sp.; Rechtsverordnung 2007 aufgehoben | Direkt Bild zu diesem Denkmal hochladen |